# Oset

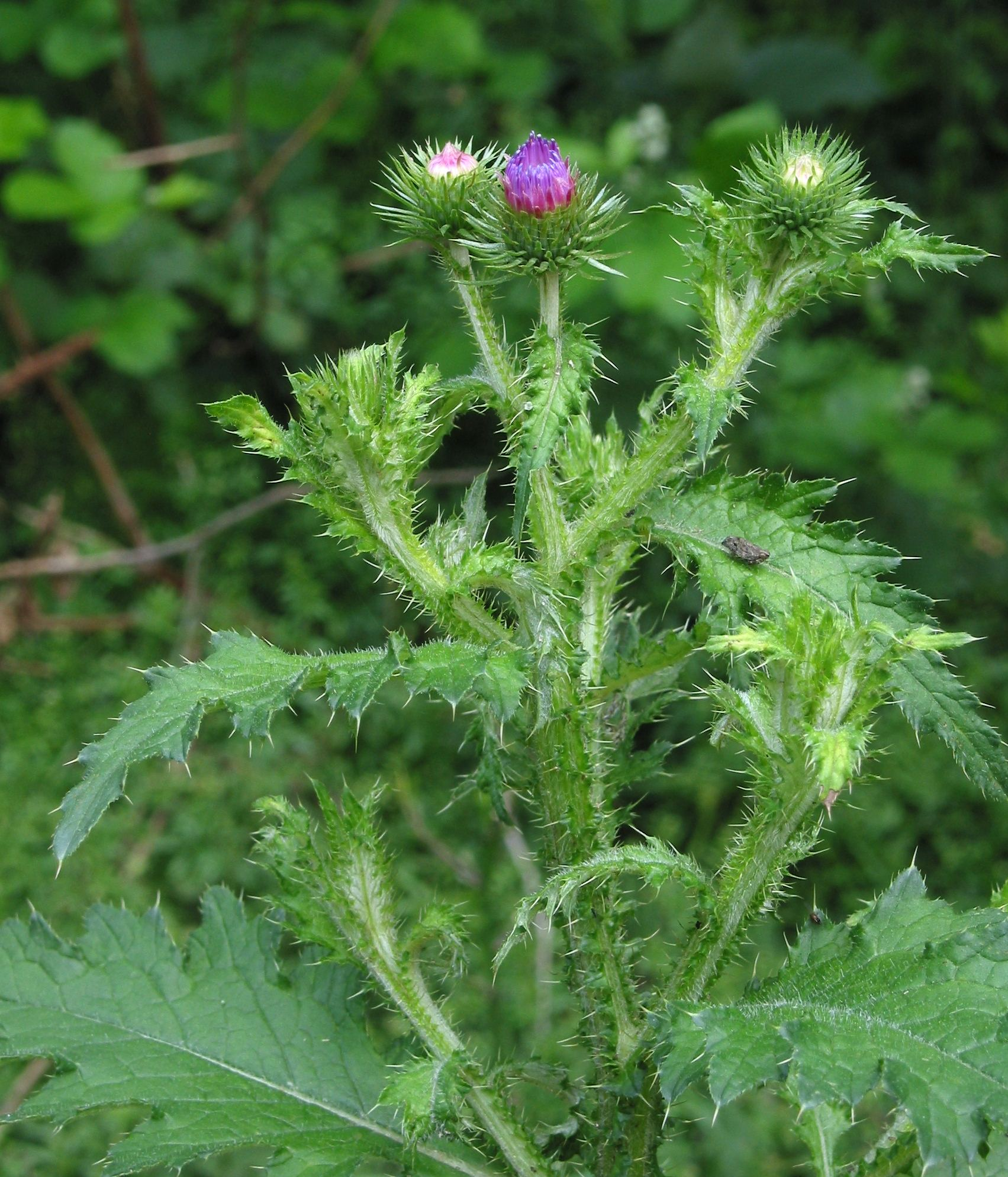
Oset kędzierzawy

Oset (Carduus L.) – rodzaj roślin z rodziny astrowatych. Obejmuje 92 gatunki. Zasięg rodzaju obejmuje Europę, Azję i Afrykę, z czego 5 rośnie naturalnie w Polsce. Przedstawiciele rodzaju rozprzestrzenieni zostali także na innych kontynentach, także w Polsce rosną dwa gatunki obce zadomowione i cztery przejściowo dziczejące.
Znaczenie ekonomiczne roślin jest opisywane jako zasadniczo niekorzystne, ponieważ liczne gatunki rosną jako chwasty w uprawach ogrodowych i polowych, na plantacjach i pastwiskach. Kwiatostany ostu zwisłego C. nutans zmacerowane w wodzie przez kilka godzin używano dla przyśpieszenia zsiadania się mleka i przy wyrobie sera. Pozbawione kolców łodygi, młode liście i dna koszyczków są jadalne. Zebrane wiosną, obrane łodygi ostu łopianowatego C. personata opisywane są jako jedno z najsmaczniejszych warzyw rosnących dziko w Europie Środkowej.
W języku potocznym nazwa „oset” jest stosowana także dla podobnych morfologicznie roślin należących do innych rodzajów. 

## Rozmieszczenie geograficzne

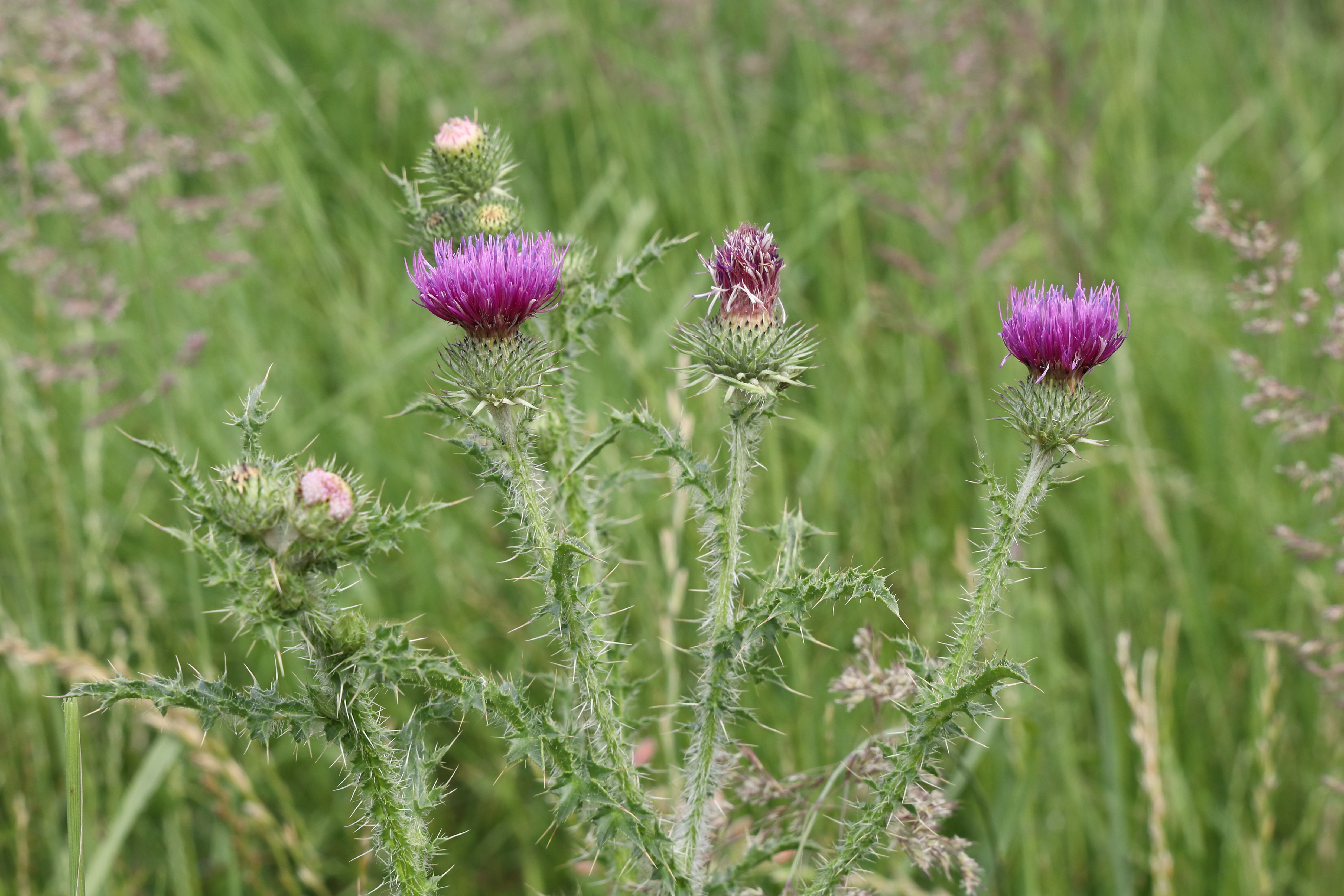
Oset nastroszony

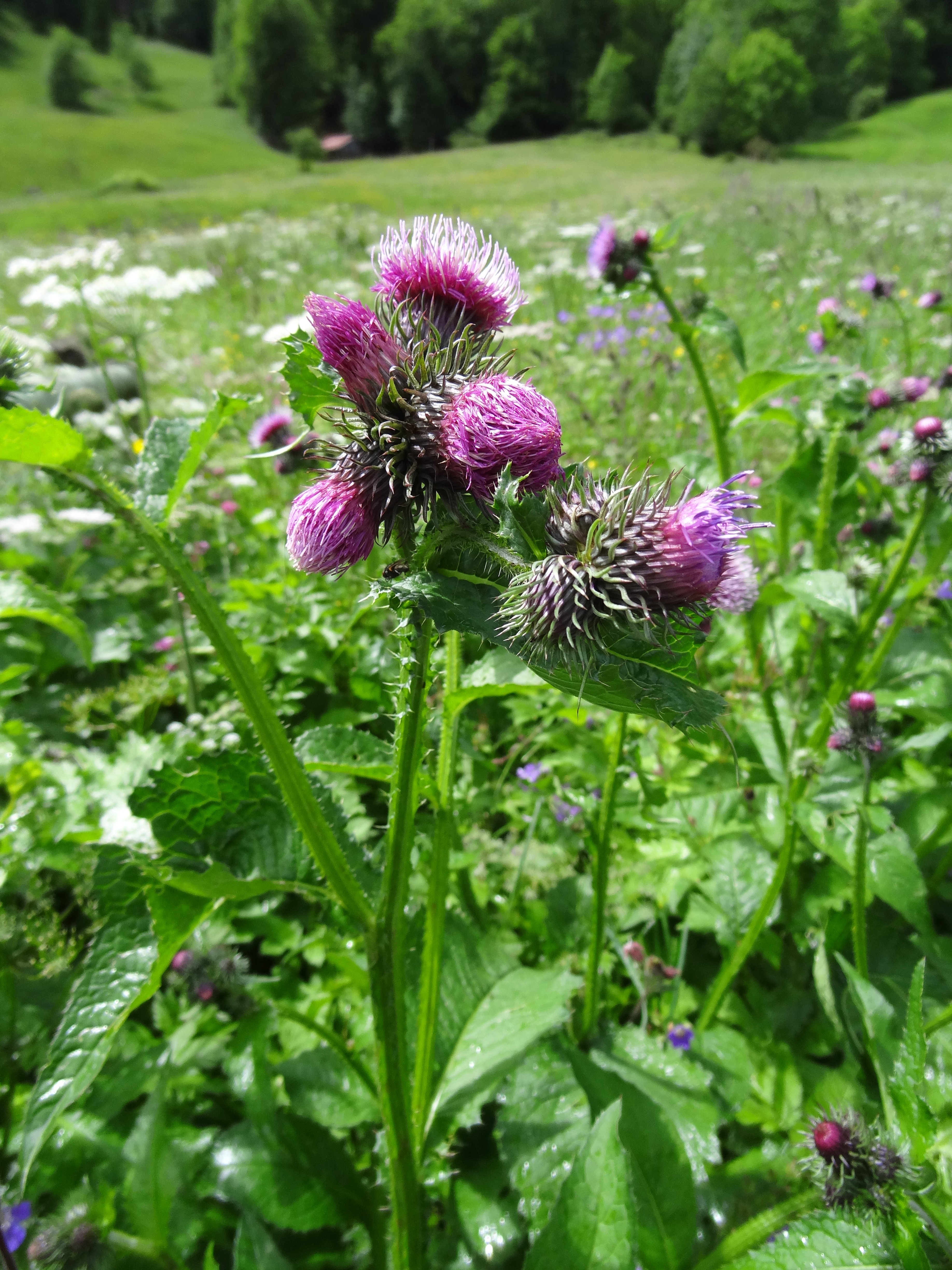
Oset łopianowaty

Zasięg rodzaju obejmuje niemal całą Europę (bez Islandii) i Azję (bez części północno-wschodniej i południowo-wschodniej), a poza tym północną Afrykę i góry w strefie międzyzwrotnikowej tego kontynentu. Najbardziej zróżnicowany jest w basenie Morza Śródziemnego. W Europie rośnie 48 gatunków.
Rośliny introdukowane z tego rodzaju występują w Ameryce Północnej (do szczególnie problematycznych w Stanach Zjednoczonych należy oset nastroszony C. acanthoides i oset włoski C. pycnocephalus), w Ameryce Południowej, południowej Afryce, w Australii i na subkontynencie indyjskim.
Gatunki rodzime we florze Polski
Pierwsza nazwa naukowa według listy krajowej, druga według bazy taksonomicznej The Plants of the World (jeśli jest inna)
- oset łopianowaty Carduus personata (L.) Jacq.
- oset kędzierzawy Carduus crispus L.
- oset klapowany Carduus ×lobulatus Borbás
- oset pagórkowy Carduus collinus Waldst. & Kit.
- oset siny Carduus glaucus Baumg. ≡ Carduus defloratus subsp. glaucus (Rchb.f.) Nyman

Gatunki introdukowane – zadomowione i przejściowo dziczejące w Polsce
- oset haczykowaty Carduus hamulosus Ehrh. – efemerofit
- oset nastroszony Carduus acanthoides L. – antropofit zadomowiony
- oset wielkogłówkowy Carduus macrocephalus Desf. – efemerofit
- oset wąskokwiatowy Carduus tenuiflorus Curtis – efemerofit
- oset włoski Carduus pycnocephalus L. – efemerofit
- oset zwisły Carduus nutans L. – antropofit zadomowiony

## Morfologia

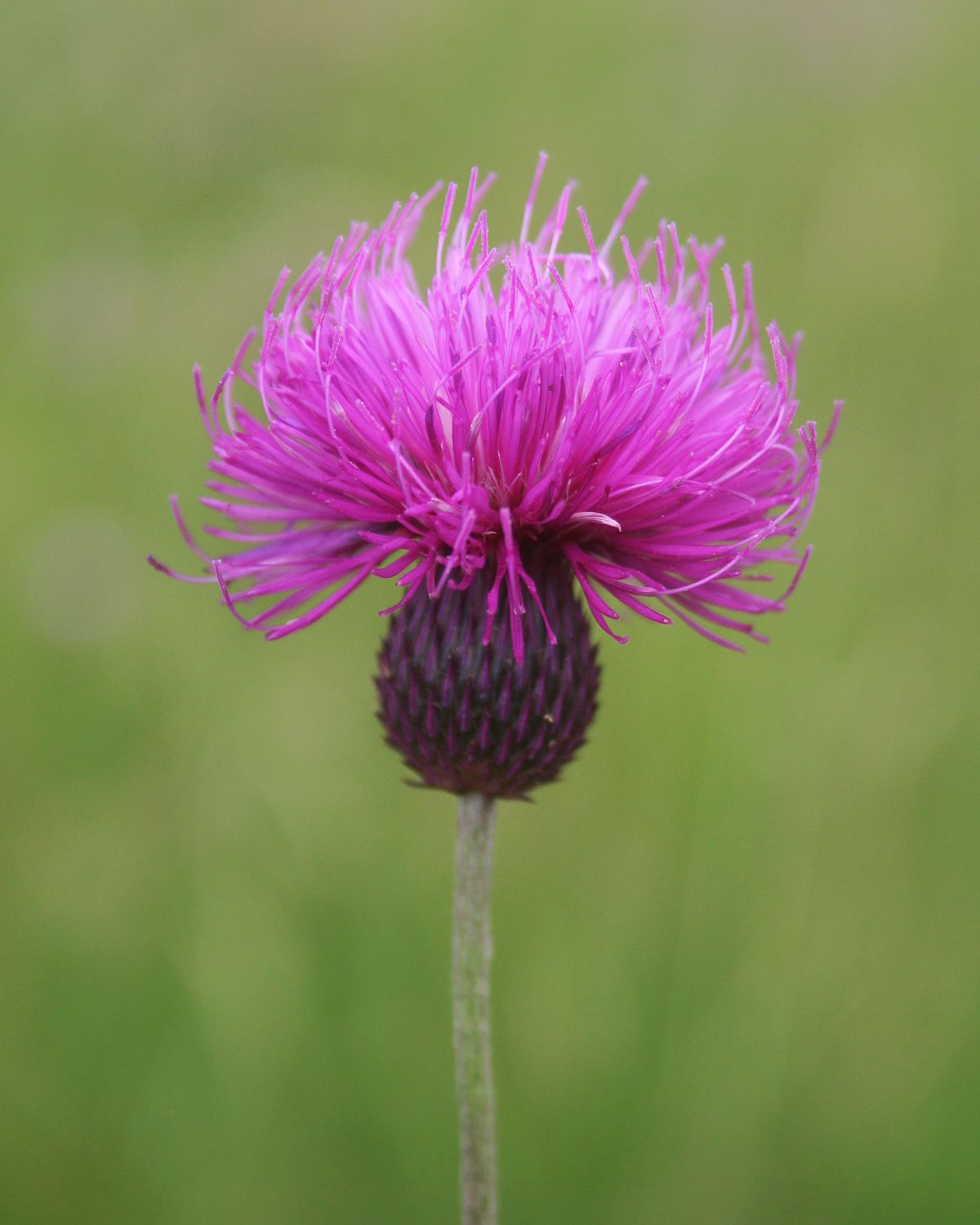
Oset pagórkowy

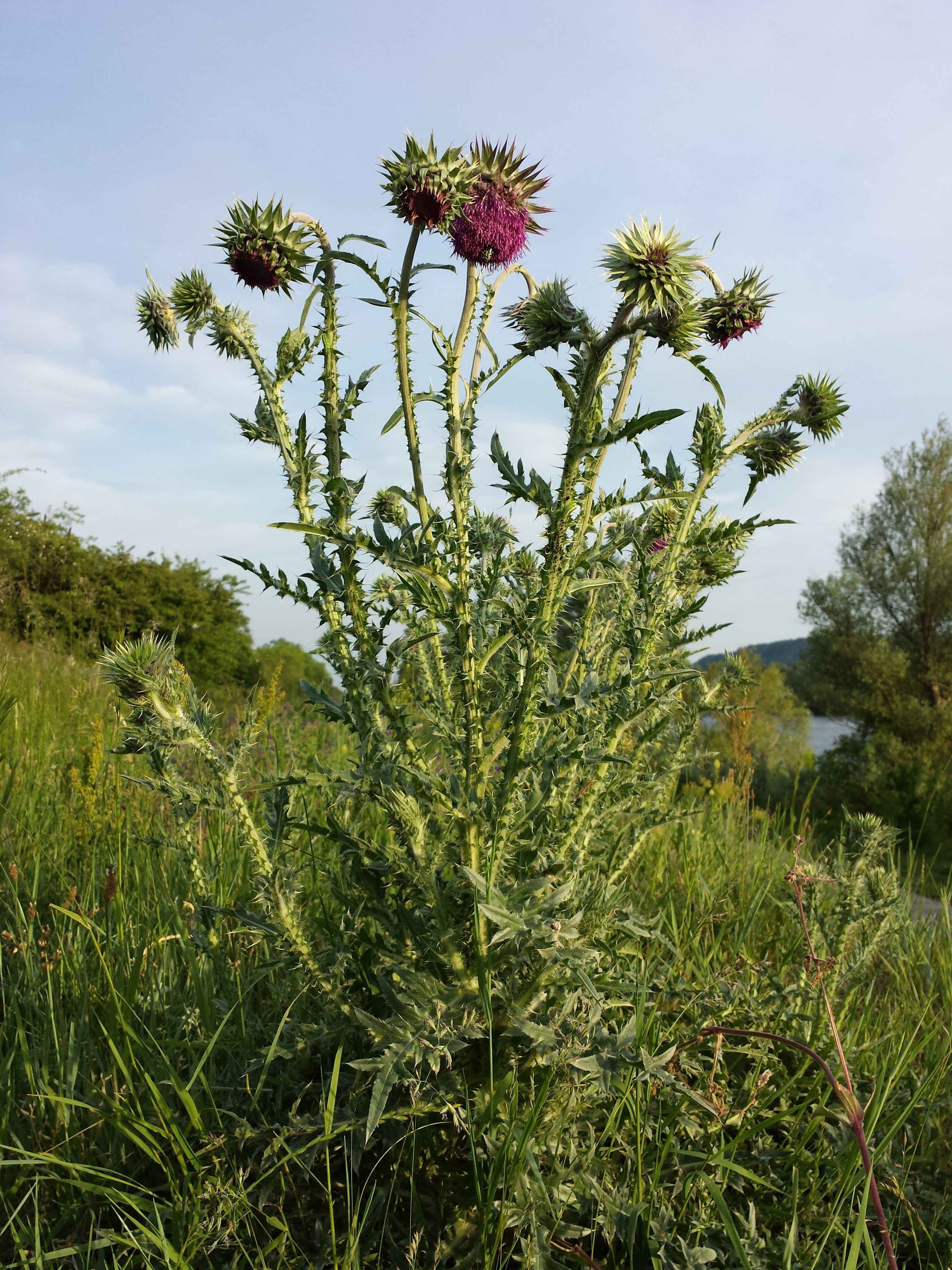
Oset zwisły

PokrójRośliny roczne, dwuletnie i rzadziej byliny osiągające do 2 m, rzadko do 4 m wysokości. Pędy wzniesione, słabiej lub mocniej rozgałęzione, zwykle mniej lub bardziej owłosione, rzadko nagie, zawsze kolczaste, łodyga kolczasto oskrzydlona.
LiścieSkrętoległe, kolczaste (wyjątkiem o liściach bez kolców jest oset łopianowaty), z nasadami zbiegającymi wzdłuż łodygi (dlatego jest ona oskrzydlona). Blaszka niepodzielona lub pierzastodzielna.
KwiatyZebrane w koszyczki tworzące się pojedynczo na szczytach pędów lub po kilka do 20 w gęstych skupieniach lub luźnych baldachogronach. Okrywa koszyczków kulistawa do walcowatej, okryta licznymi, dachówkowato ułożonymi, lancetowatymi listkami, zwykle kolczasto zakończonymi. Dno kwiatostanu pokryte szczecinkowatymi plewinkami. Wszystkie kwiaty jednakowe, obupłciowe, o koronie rurkowatej, głęboko podzielonej (łatki równowąskie), purpurowej, czasem czerwonawej lub fioletowej. Pręciki o nitkach wolnych i owłosionych. Szyjka słupka na szczycie rozwidlona.
OwoceNiełupki nagie, odwrotnie jajowate, na szczycie z drobnym, 5-łatkowym elajosomem (brak u ostu zwisłego) oraz wieloszeregowym puchem kielichowym złożonym z nierozgałęzionych i szorstkich włosków.

## Systematyka
Pozycja systematyczna
Rodzaj z rodziny astrowatych Asteraceae, w jej obrębie klasyfikowany do podrodziny Carduoideae, plemienia Cardueae i podplemienia Carduinae.
Wykaz gatunków
- Carduus acanthocephalus C.A.Mey.
- Carduus acanthoides L. – oset nastroszony
- Carduus acicularis Bertol.
- Carduus adpressus C.A.Mey.
- Carduus affinis Guss.
- Carduus afromontanus R.E.Fr.
- Carduus amanus Rech.f.
- Carduus angusticeps H.Lindb.
- Carduus arabicus Jacq. ex Murray
- Carduus × aragonensis Devesa & Talavera
- Carduus argentatus L.
- Carduus argyroa Biv.
- Carduus × arvaticus Font Quer & Rothm.
- Carduus asturicus Franco
- Carduus × atacinus (Arènes) B.Bock
- Carduus aurosicus Vill.
- Carduus axillaris Gaudin
- Carduus baeocephalus Webb
- Carduus ballii Hook.f.
- Carduus × bergadensis Sennen
- Carduus bourgaei Kazmi
- Carduus bourgeanus Boiss. & Reut.
- Carduus broteroi Welw. ex Cout.
- Carduus × brunneri Döll
- Carduus budaianus Jáv.
- Carduus × camplonensis Devesa & Talavera
- Carduus candicans Waldst. & Kit.
- Carduus × cantabricus Devesa & Talavera
- Carduus carduelis (L.) Gren.
- Carduus carlinoides Gouan
- Carduus carpetanus Boiss. & Reut.
- Carduus cephalanthus Viv.
- Carduus chevallieri Barratte ex Chevall.
- Carduus chrysacanthus Ten.
- Carduus clavulatus Link
- Carduus collinus Waldst. & Kit. – oset pagórkowy
- Carduus corymbosus Ten.
- Carduus crispus L. – oset kędzierzawy
- Carduus dahuricus (Arènes) Kazmi
- Carduus defloratus L. – oset bezkwiatowy
- Carduus edelbergii Rech.f.
- Carduus × estivali Arènes
- Carduus × fallax Borbás
- Carduus fasciculiflorus Viv.
- Carduus fissurae
- Carduus getulus Pomel
- Carduus × gillotii Rouy
- Carduus × grassensis Briq. & Cavill.
- Carduus × grenieri Sch.Bip. ex Nyman
- Carduus hamulosus Ehrh.
- Carduus hazslinszkyanus Budai
- Carduus hohenackeri Kazmi
- Carduus ibicensis (Devesa & Talavera) Rosselló & N.Torres
- Carduus × intercedens Hausskn.
- Carduus × ipe Boros
- Carduus × jordanii Arènes
- Carduus keniensis R.E.Fr.
- Carduus kerneri Simonk.
- Carduus kirghisicus Sultanova
- Carduus kumaunensis (Arènes) Kazmi
- Carduus lanuginosus Willd.
- Carduus leptacanthus Fresen.
- Carduus × leptocephalus Peterm.
- Carduus leptocladus Durieu
- Carduus litigiosus Nocca & Balb.
- Carduus × lobulatus Borbás – oset klapowany
- Carduus lusitanicus Rouy
- Carduus macracanthus Kazmi
- Carduus macrocephalus Desf. – oset wielkogłówkowy
- Carduus malyi Greuter
- Carduus maroccanus (Arènes) Kazmi
- Carduus martinezii Pau
- Carduus membranaceus Lojac.
- Carduus meonanthus Hoffmanns. & Link
- Carduus × meratii Arènes
- Carduus millefolius R.E.Fr.
- Carduus × mixtus Corb.
- Carduus modestii Tamamsch.
- Carduus × montis-majoris Teyber
- Carduus × moritzii Brügger
- Carduus myriacanthus Salzm. ex DC.
- Carduus nawaschini Bordz.
- Carduus nervosus K.Koch
- Carduus nigrescens Vill.
- Carduus numidicus Coss. & Durieu
- Carduus nutans L. – oset zwisły
- Carduus nyassanus R.E.Fr.
- Carduus olympicus Boiss.
- Carduus onopordioides Fisch. ex M.Bieb.
- Carduus × orthocephalus Wallr.
- Carduus peisonis Teyber
- Carduus personata (L.) Jacq. – oset łopianowaty
- Carduus poliochrus Trautv.
- Carduus × puechii H.J.Coste
- Carduus pumilus D.Don
- Carduus × pycnocephaloformis Arènes
- Carduus pycnocephalus L. – oset włoski
- Carduus quercifolius F.K.Mey.
- Carduus ramosissimus Pancic
- Carduus rechingerianus Kazmi
- Carduus rivasgodayanus Devesa & Talavera
- Carduus ruwenzoriensis S.Moore
- Carduus santacreui (Devesa & Talavera) Devesa
- Carduus schimperi Sch.Bip.
- Carduus × schulzeanus Ruhmer
- Carduus seminudus M.Bieb.
- Carduus × sepincola Hausskn.
- Carduus × septentrionalis Devesa & Talavera
- Carduus silvarum R.E.Fr.
- Carduus solteszii Budai
- Carduus spachianus Durieu
- Carduus squarrosus DC. ex Lowe
- Carduus × stangii H.Buek
- Carduus tenuiflorus Curtis – oset wąskokwiatowy
- Carduus × theriotii Rouy
- Carduus thracicus (Velen.) Hayek
- Carduus tmoleus Boiss.
- Carduus transcaspicus Gand.
- Carduus × turocensis Margittai
- Carduus uncinatus M.Bieb.
- Carduus × veronensis Arènes
- Carduus × vigoi Mateo
- Carduus volutarioides Reyes-Bet.
- Carduus × weizensis Hayek

## Symbolika i nazewnictwo
Nazwa „oset” w polskim nazewnictwie potocznym używana jest do różnych kolczastych roślin, nie tylko z rodzaju Carduus, ale także ostrożeń, dziewięćsił czy popłoch. Ze względu na rozpowszechnienie, najbardziej prawdopodobne jest, że w literaturze nienaukowej nazwą tą opisany jest ostrożeń polny. Również w literaturze naukowej odwołującej się do nazewnictwa potocznego (np. z zakresu ziołolecznictwa) stosowanie tej nazwy i utożsamianie z rodzajem Carduus może być mylące. Przykładowo, zapisy o jadalnym oście z dużym prawdopodobieństwem dotyczą ostrożnia łąkowego lub warzywnego.  